# Marcos Senesi
Marcos Senesi, né le 10 mai 1997 à Concordia en Argentine, est un footballeur argentin qui évolue au poste de défenseur central à l'AFC Bournemouth.

## Biographie

### San Lorenzo
Marcos Senesi est formé dans l'un des clubs les plus populaires d'Argentine, San Lorenzo, où il arrive à l'âge de 13 ans. Il progresse dans toutes les équipes de jeunes du club, avant de signer son premier contrat professionnel en janvier 2016. Il fait ses débuts le 25 septembre 2016 avec l'équipe première, lors d'un match nul (1-1) de son équipe contre le CA Patronato. Pour sa première saison, il joue en tout 11 matchs de championnat. Il inscrit son premier but en professionnel en championnat, le 16 septembre 2017, en donnant la victoire à son équipe face à l'Arsenal de Sarandi.

### Feyenoord Rotterdam
Le 2 septembre 2019, Marcos Senesi s'engage en faveur du Feyenoord Rotterdam, où il signe un contrat courant jusqu'en juin 2023. Il portera le numéro 4. Le transfert est estimé à 7 millions d'euros. 
Il joue son premier match sous ses nouvelles couleurs le 22 septembre suivant face au FC Emmen, lors d'une rencontre d'Eredivisie. Il entre en jeu à la place de Edgar Ié lors de cette rencontre qui se solde par un match nul (3-3).

### AFC Bournemouth
Le 8 août 2022, le club anglais AFC  Bournemouth annonce la signature du défenseur central argentin Marcos Senesi pour les quatre prochaines années. Le montant du transfert s'élève environ à 15 millions d'euros.
Senesi joue son premier match pour Bournemourh le 13 août 2022, lors d'une rencontre de Premier League contre Manchester City. Il entre en jeu et son équipe est battue par quatre buts à zéro. Il marque son premier but pour Bournemouth le 11 février 2023, lors d'une rencontre de championnat face à Newcastle United. Titulaire, il ouvre le score, mais les deux équipes se neutralisent (1-1 score final).

### En équipe nationale
Marcos Senesi participe avec l'équipe d'Argentine des moins de 20 ans à la Coupe du monde des moins de 20 ans 2017 qui a lieu en Corée du Sud. C'est durant cette compétition qu'il joue son premier match avec cette sélection, lors du premier match de la phase de groupe, le 20 mai 2017 contre l'Angleterre (défaite 0-3). Il prend également part aux deux autres matchs de l'Argentine lors du tournoi, lors de la défaite contre la Corée du Sud le 23 mai (2-1), puis lors de la victoire face à la Guinée le 26 mai (0-5). Il s'illustre d'ailleurs dans ce dernier match, en marquant un but et délivrant une passe décisive. Les Argentins, éliminés de la compétition avec deux défaites, ne vont pas plus loin.
À la suite de ses belles performances pour la saison 2021-2022 avec le Feyenoord Rotterdam, Marcos Senesi est appelé pour la première fois dans l'Équipe d'Argentine de football par le sélectionneur Lionel Scaloni. Il fait ses grands débuts officiellement, le 5 juin 2022 lors du match amical (Argentine vs Estonie). Marcos Senesi rentre en jeu à la 62e minute de jeu à la place de Lisandro Martínez. Son équipe s'impose ce soir-là par 5 buts à 0.